# گامسگرات
گامسگرات (به لاتین: Gamsgrat) یک کوه در لیختن‌اشتاین است که در Liechtenstein / Austria واقع شده‌است. گامسگرات ۲٬۲۴۶ متر بالاتر از سطح دریا واقع شده‌است.